# Gianni Bisiach
Gianni Bisiach (* 7. Mai 1927 in Gorizia; † 20. November 2022 in Rom) war ein italienischer Dokumentar- und Spielfilmregisseur sowie Autor.

## Leben
Nach seinem Medizinstudium besuchte Bisiach das Centro Sperimentale di Cinematografia. Für die RAI drehte er zahlreiche Dokumentationen und war für das Radioprogramm Radio anch'io von 1978 bis 1992 verantwortlich. Für das Kino inszenierte er 1963 eine Episode des Films I misteri di Roma und 1969 den Dokumentarfilm I due Kennedy.
Das Thema John F. Kennedy begleitete Bisiach weiterhin: Er schrieb eine vieldiskutierte Biografie, die sich mit Thesen zu Beziehungen Kennedys zur Mafia beschäftigte und drehte dreißig Jahre nach dem Dokumentarfilm, 1999, einen zweiten Teil. Er war auch zu anderen Themen als Autor aktiv.

## Schriften
- 1968: Così si muore, Genova, Immordino.
- 1983: Pertini racconta, 1915–1945, Milano, Mondadori.
- 1987: Inchiesta sulla felicità, Milano, Rizzoli.
- 1991: Il Presidente. La lunga storia di una breve vita, Roma, Newton Compton. Deutsch: John F. Kennedy, Ploetz.
- 1999: I Kennedy: la dinastia che ha segnato un secolo, Roma, Newton Compton.
- 2003: Un minuto di storia, Milano, Mondadori.